# Aluisio Martins
Aluisio de Souza Martins (Campo Maior, 3 de janeiro de 1962) é um professor, servidor público, advogado e político brasileiro com atuação no Piauí, onde de 2015 à 2018 exerceu o mandato de Deputado estadual.

## Biografia
Filho de Joaquim de Souza Martins e Odália Soares Martins, em 1981 entrou como seminarista no Seminário Menor de Teresina; no ano seguinte estudou no Seminário Maior de Fortaleza e em 1984 entrou para o  Seminário de Salvador, na Bahia. Ao sair dos estudos vai ser bancário no Banco Econômico e no Banco Regional de Brasília (BRB).
Tem estudos em Teologia, Filosofia e em 1992 se formou-se bacharel em Direito pela Universidade Federal do Piauí (UFPI). Tem especialização lato sensu em Processo Civil pela Universidade Federal do Ceará (UFC) e tem Mestrado em Direito pela Universidade Católica de Brasília (UCB). Em 1989 trabalha como professor de filosofia na rede pública de ensino do estado da Bahia.
Em 1989 foi aprovado em concurso público para o Tribunal Regional do Trabalho da Bahia e em  1993 é transferido para Tribunal Regional do Trabalho do Piauí-TRT da 22ª Região. Em 2001 passa em concurso público para o cargo de Advogado da União.
Em 2011 é aprovado em concurso público para professor efetivo da Universidade Estadual do Piauí (UESPI).

### Deputado estadual
Nas eleições estaduais do Piauí de 2014 foi eleito suplente de deputado estadual, pelo Partido dos Trabalhadores (PT), assumindo uma vaga em março de 2015 em razão de saída de titulares.Martins não se candidatou para reeleição ao cargo em 2018.
Decidiu ser cabo eleitoral de Paulo Martins (PT) que conquistou 19.158 votos, não sendo eleito.
| Ano  | Cargo                      | Votos  | Resultado | Ref.   |
| ---- | -------------------------- | ------ | --------- | ------ |
| 2014 | Deputado estadual do Piauí | 22.104 | Suplente  | [ 10 ] |